# Bany
|  | No s'ha de confondre amb cambra de bany. |

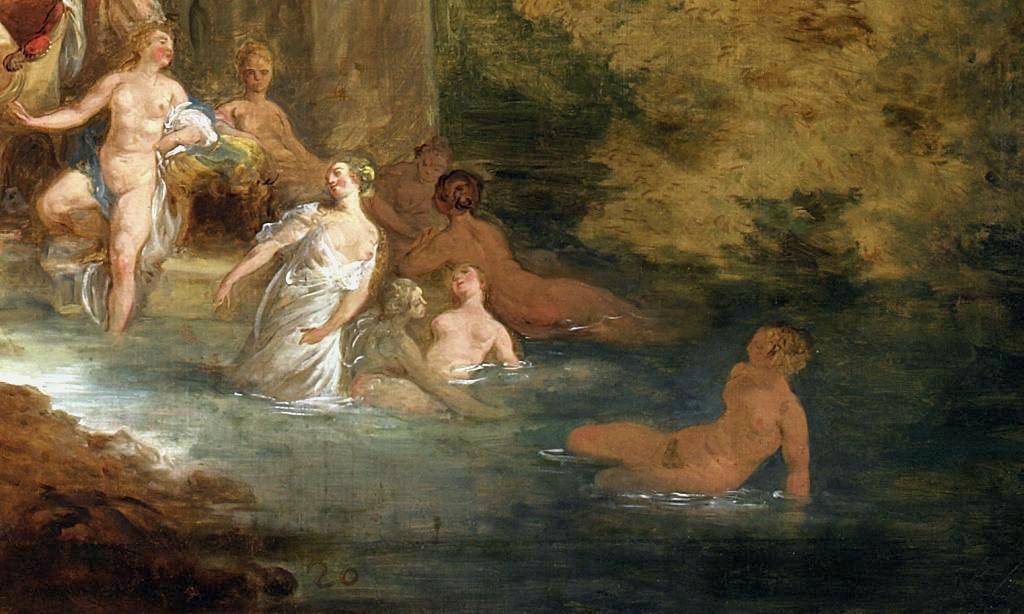
Detall del "bany en el parc" de Jean-Pierre Norblin de La Gourdaine (1785)

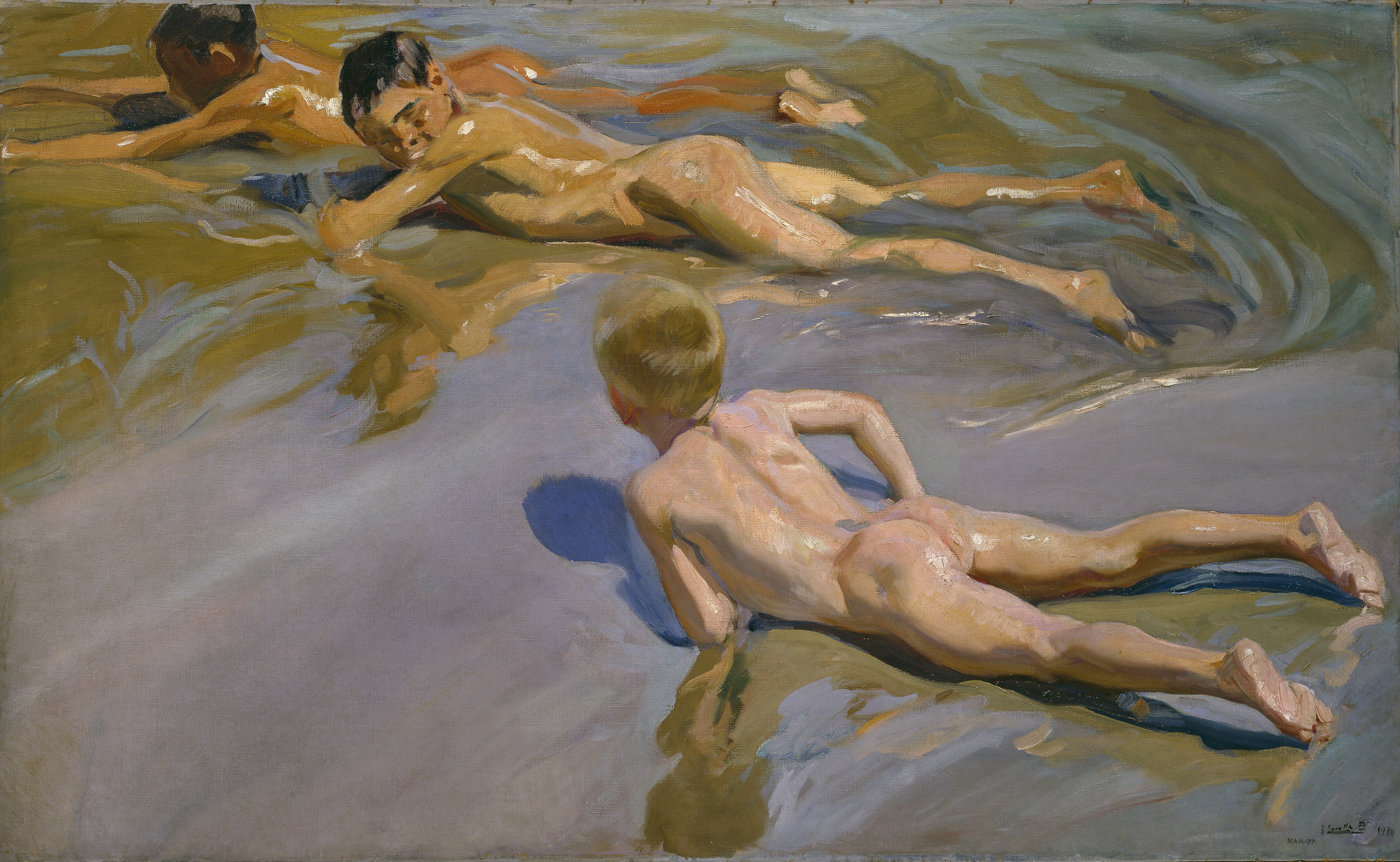
Joaquim Sorolla. Xiquets a la platja (1910), Museu del Prado, Madrid

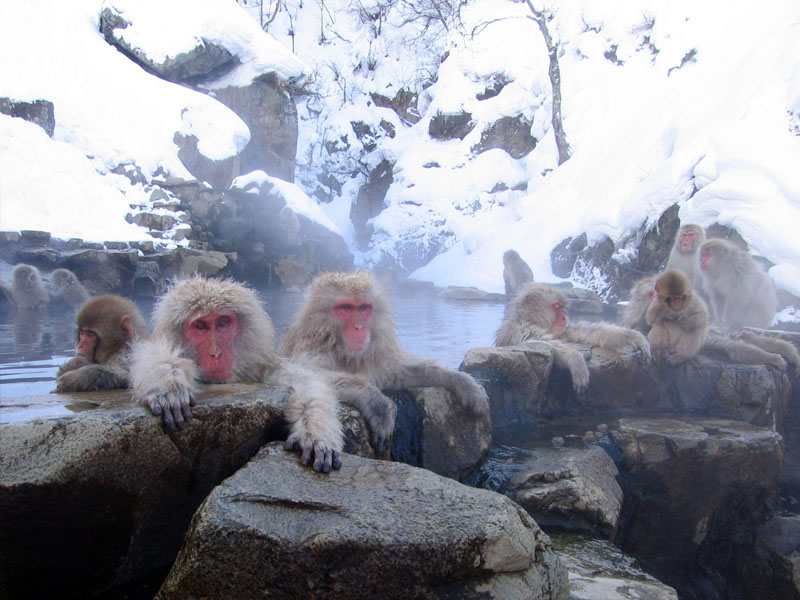
Macacos japonesos a les fonts termals de Nagano

La pràctica del bany, l'acció de banyar-se, és un dels costums més antics de la humanitat. N'hi ha moltes variants possibles. Pel que fa a l'objectiu final hi ha banys rituals, higiènics, terapèutics, esportius, per plaer. Amb referència al medi, hi ha banys en aigua dolça o salada, freda, tèbia, calenta o molt calenta. Les persones poden banyar-se en un riu, al mar, en una piscina, en una banyera... Ho poden fer vestides o despullades, de forma total o parcial, en solitari o en companyia.
El repàs d'alguns detalls del bany, relacionant-los amb la vida diària de la gent pot resultar interessant. Alguns mamífers completament terrestres poden banyar-se per a refrescar-se o escalfar-se.

## Banys públics
En certes civilitzacions i des de molt antic, la gent solia banyar-se en un edifici, normalment públic, utilitzat exclusivament per a aquesta finalitat, definit en català amb el nom en plural: "Banys".

## Història antiga

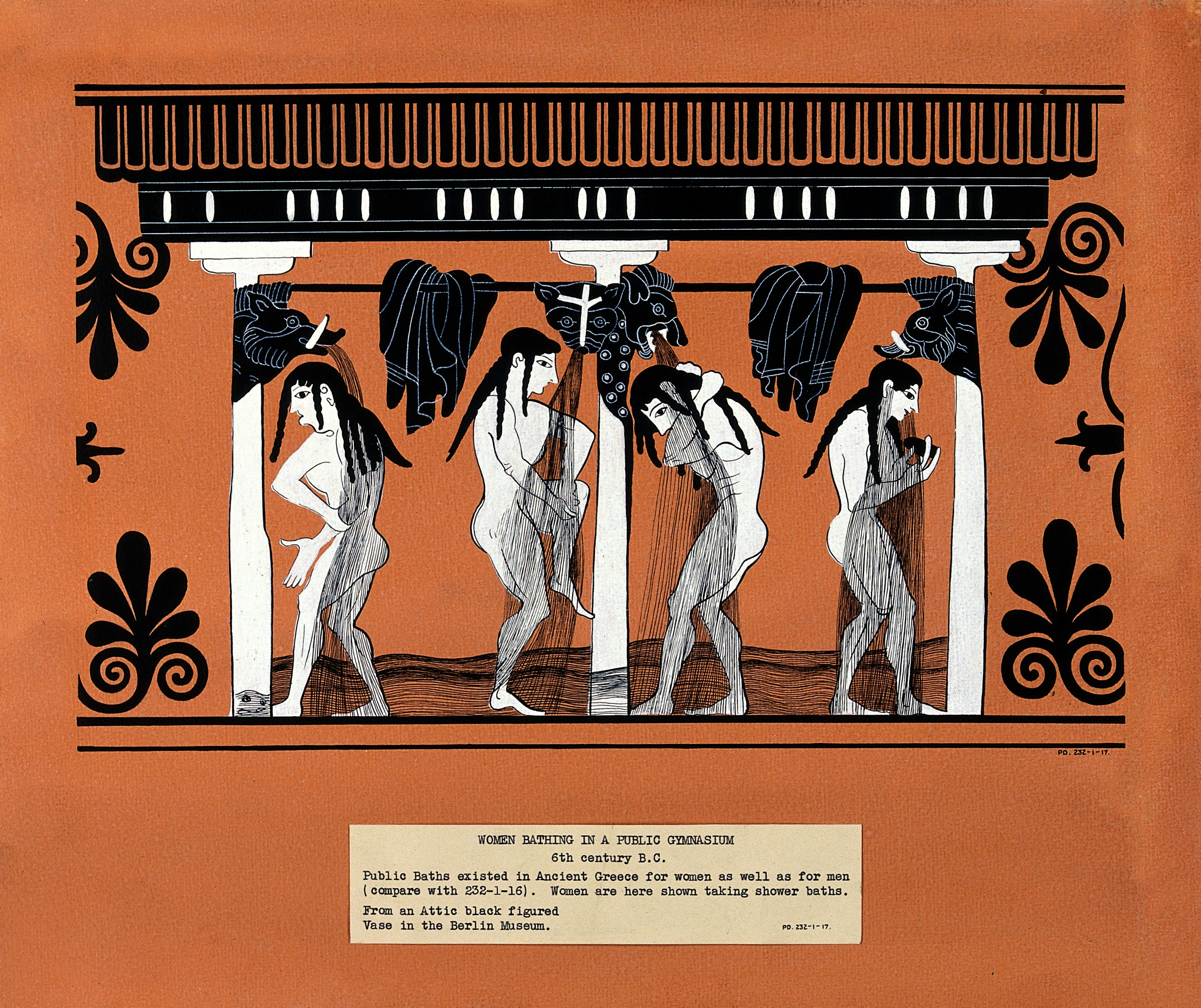
Dones dutxant-se. Còpia pintada d'un recipient grec.

### Cultures antigues
El primer cas a considerar és el dels Grans banys de Mohenjo-Daro. No està gaire clar si la gran bassa conservada era una piscina ritual, un bany públic o un simple dipòsit d'aigua.
Alguns del antics habitants d'Índia practicaven banys rituals, basats en la higiene personal, tres cops al dia. Aquest costum està documentat per escrit en les anomenades grihya sutras. Encara hi ha seguidors d'aquest ritual en els temps actuals. (Vegeu Veda).
A la Grècia clàssica hi havia petites banyeres, recipients per a rentar les mans i vaixells per a rentar els peus. Les troballes arqueològiques més antigues relacionades amb els banys són del palau de Cnossos (Creta, segon mil·lenni aC) i les banyeres d'alabastre d'Akrotiri (Santorini). Hi ha referències de banys i dutxes d'accés públic en algunes dependències dels gimnasos. La paraula gymnasium (γυμνάσιο) significa despullat.

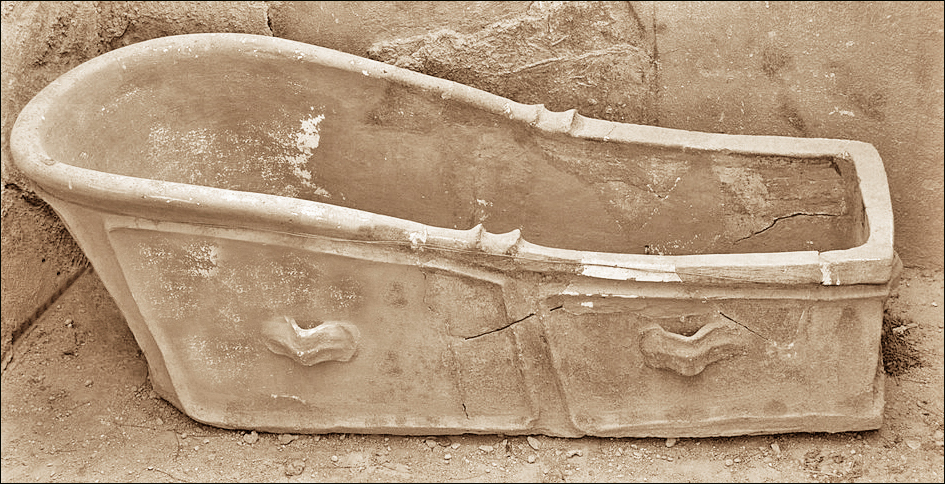
Cnossos. Banyera de la reina.
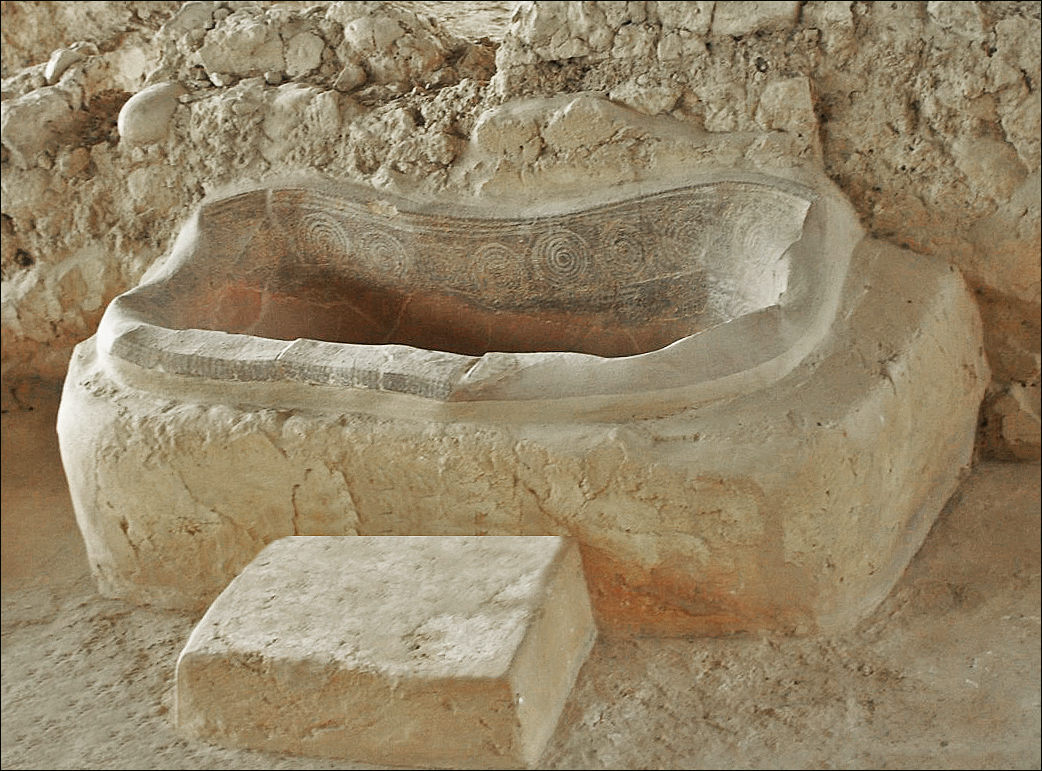
Pylos. Banyera de Néstor
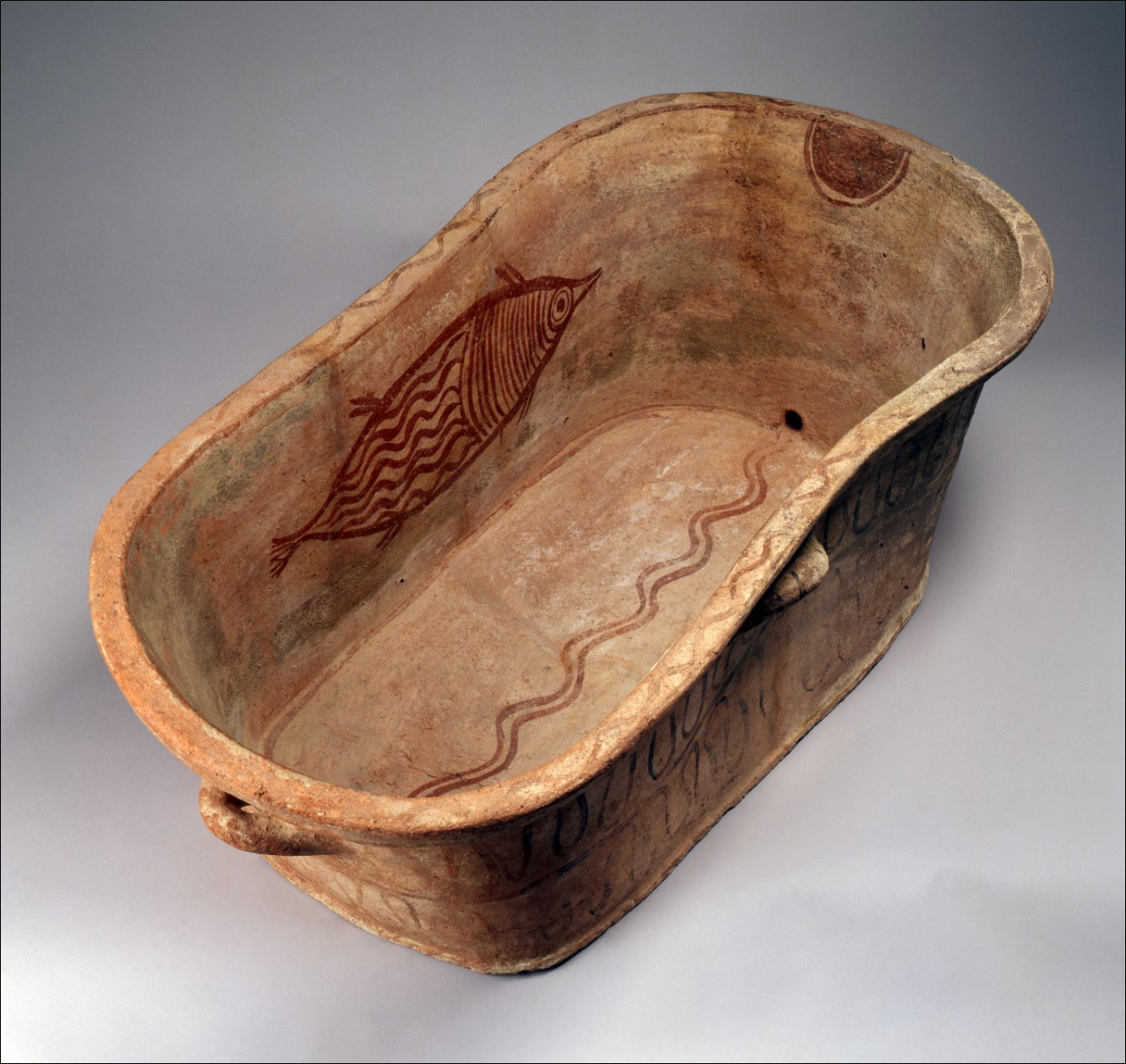
Cnossos. Banyera del palau.

A l'antiga Roma, a part dels banys privats de les cases riques, hi havia banys públics: les termes. Algunes de les termes eren monumentals. Per exemple les termes de Caracal·la. Aprofitant les fonts d'aigües termals, els romans bastiren banys per tot arreu dels territoris del seu imperi.

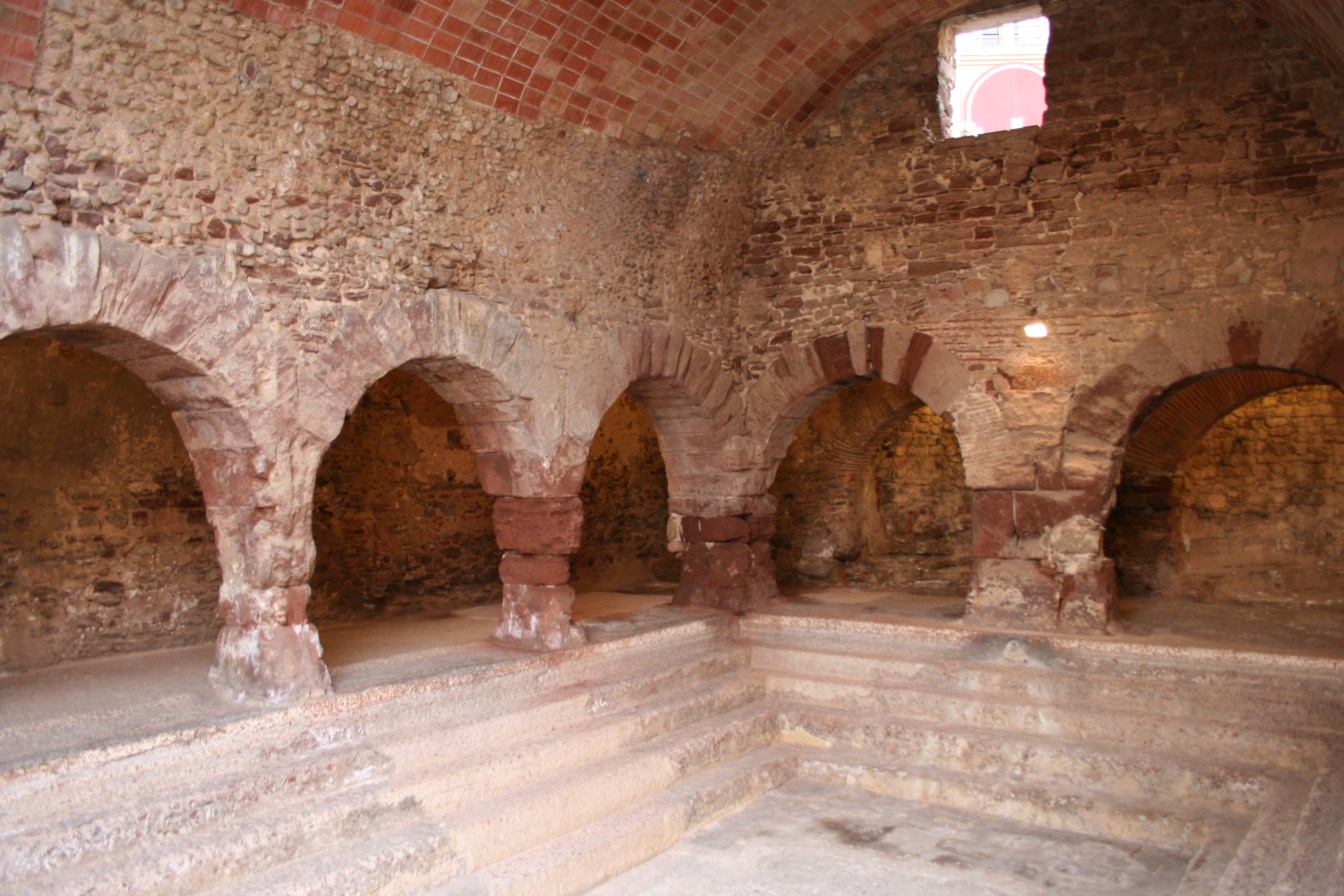
Termes romanes de Caldes de Montbui
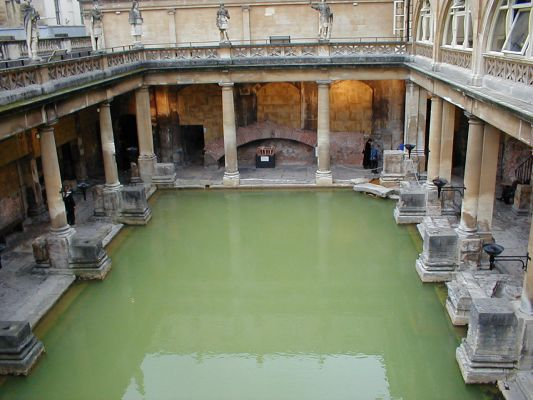
Banys romans a Bath
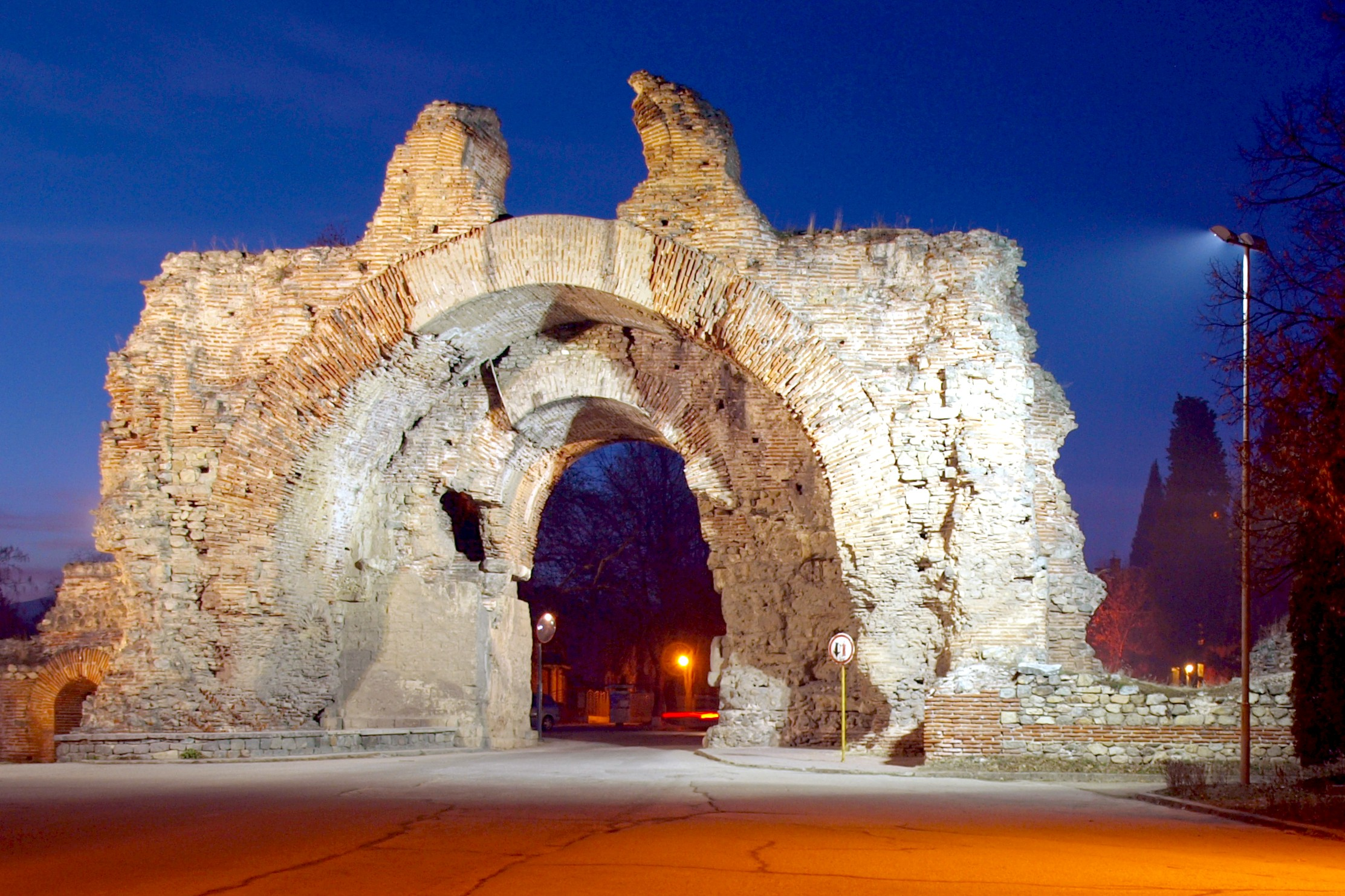
Porta sud de les fortificacions romanes de la ciutat de Hisarya, famosa per les seves fonts termals.
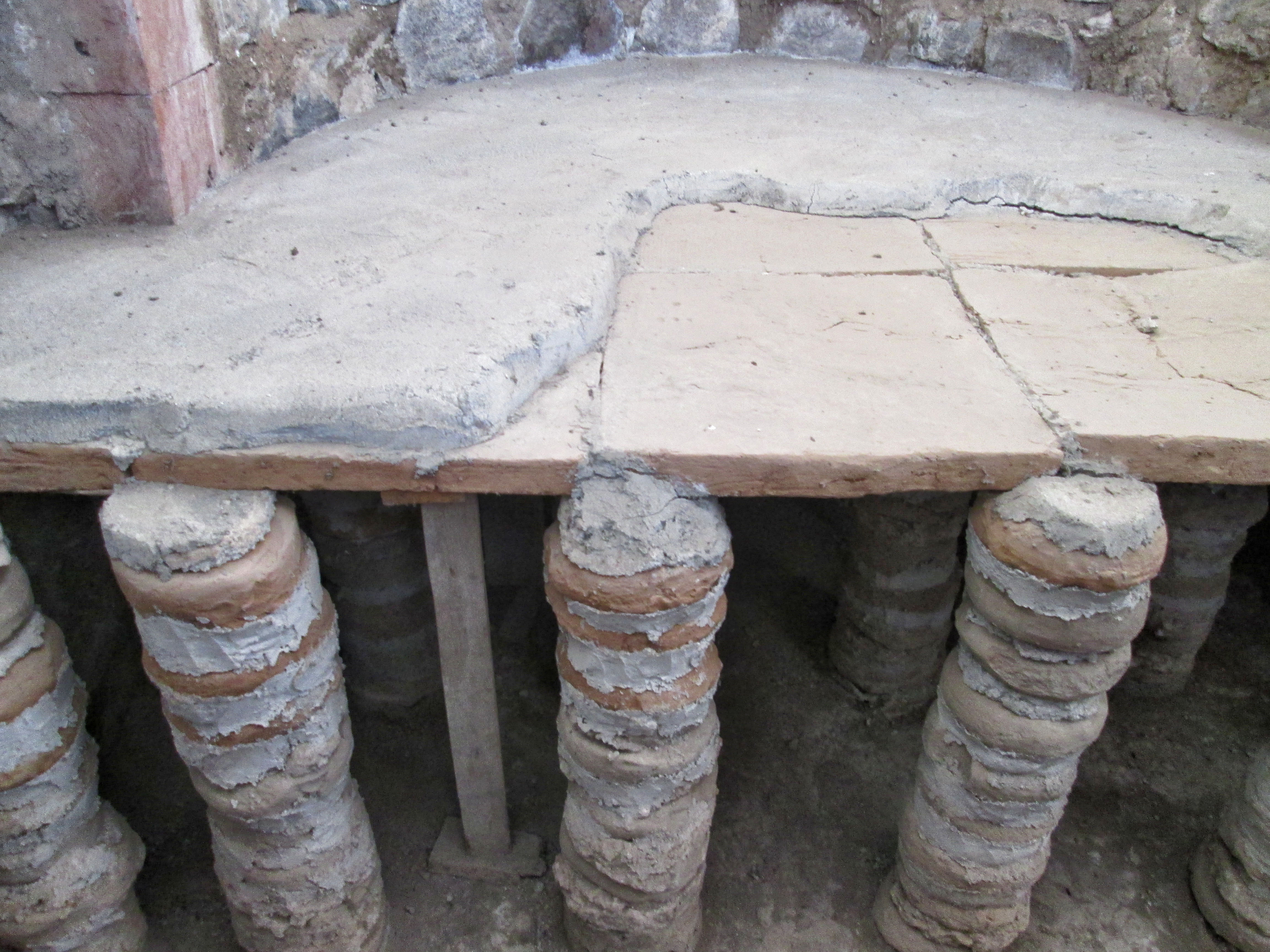
Detall del caldarium de les termes prop de Garni

### Japó medieval

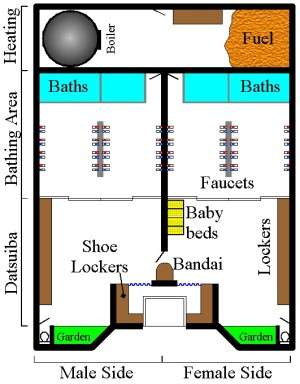
Distribució en planta d'uns banys públics japonesos (sentō).

La primera notícia d'uns banys públics al Japó data del 1266. El primer centre d'estil modern destinat al bany (sentō en japonès) fou establert a Edo (l'actual Tokyo) l'any 1591. Els primers banys de vapor eren del tipus iwaburo (岩風呂 "basses de roques") o kamaburo (釜風呂 "banys de forn"). Els noms indicaven l'aprofitament de coves naturals o la construcció de refugis amb pedres. Dins de cada recinte, algunes roques s'escalfaven amb llenya i s'hi vessava aigua al damunt, produint vapor.

### Amèrica precolombina

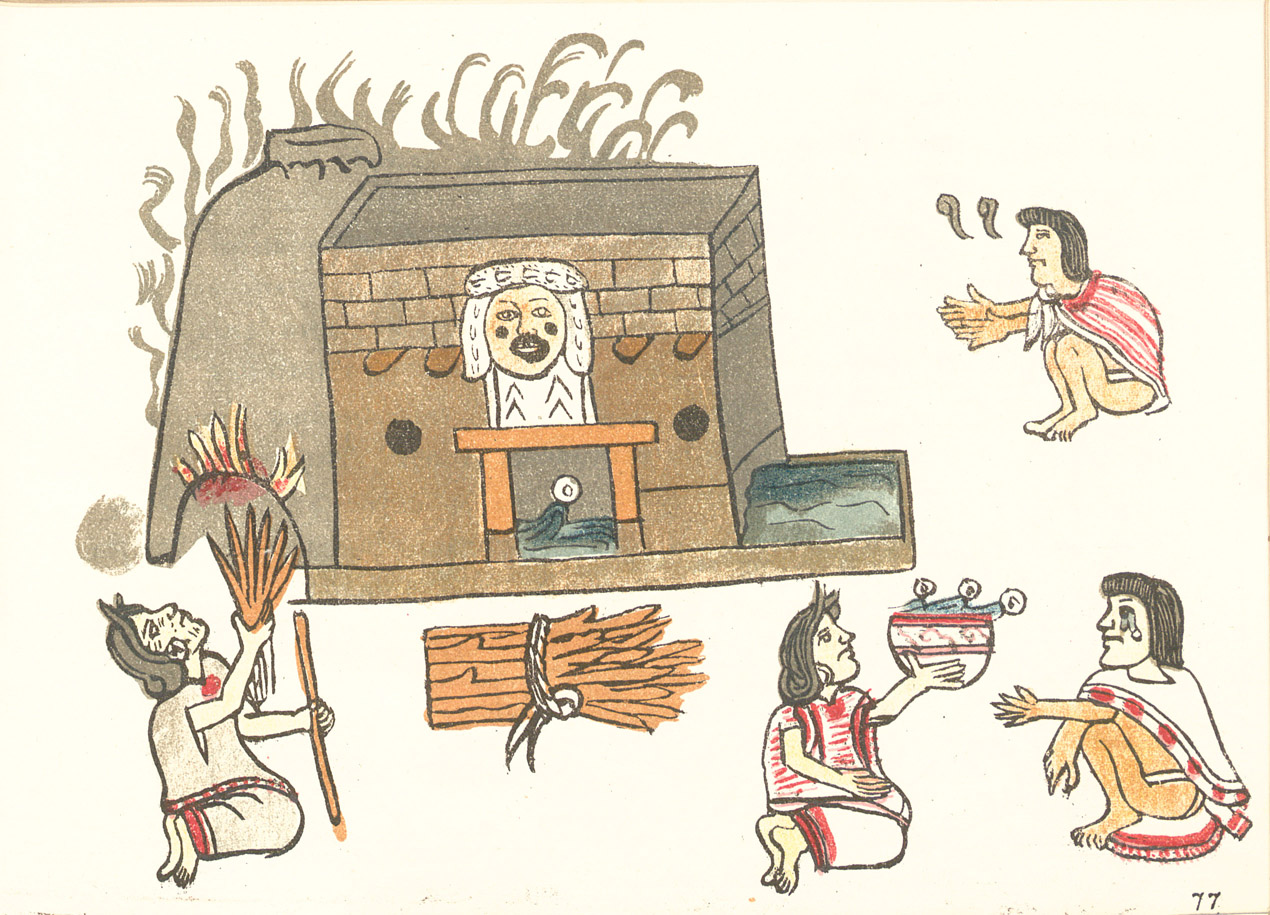
Casa de suar asteca (temazcal). Dibuix del Codex Magliabechiano.

El bany era conegut i practicat per molts pobles precolombins d'Amèrica. Bernal Díaz del Castillo explicava que Moctezuma es banyava cada dia a la tarda. Bernal explica que, fins i tot empresonat pels espanyols, disposava de les seves dones i els seus banys.
| «                                                                                  | ... Era el gran Montezuma de edad de hasta cuarenta años y de buena estatura e bien proporcionado e cenceño, e pocas carnes, y la color ni muy moreno, sino propia color e matiz de indio, y traía los cabellos no muy largos, sino cuanto le ... e bien puestas e ralas, y el rostro algo largo y alegre, e los ojos de buena manera, e mostraba en su persona en el mirar, por un cabo amor e cuando era menester gravedad; era muy polido e limpio, bañábase cada día una vez a la tarde... | » |
| — Bernal Díaz del Castillo. Historia verdadera de la conquista de la Nueva España. | |   |

El cronista Tomás López Medel explicava el costum dels banys entre els indis, tan natural en ells com el menjar.
| «                                                                        | ... el baño y el uso de lavarse es tan cotidiano a los indios, así a los de tierra fría como caliente, como el comer; y esto en fuentes y ríos y en otras aguas que se les ofrece, sin artificio alguno y sin otro regalo más de en el agua pura como la hallan... | » |
| — Tomás López Medel. Tratado de los tres elementos, aire, agua y tierra. | |   |

- 1596. Pedro de Oña, en la seva obra Arauco domado, explica el bany de Caupolican i la seva estimada Fresia després de la migdiada (Cant cinquè).[17]

#### Cabanes de suar
Algunes tribus de nadius americans practicaven els banys de vapor en unes cabanes anomenades cabanes de suar o cases de suar (temazcal/temazcales en castellà).

### Època medieval a Europa
En contra de la creença popular, basada en llibres de ficció i pel·lícules, la pràctica de banys higiènics a l'edat mitjana era prou habitual. Si més no entre les classes benestants. Castells i monestirs disposaven d'instal·lacions permanents destinades als banys corporals. Pràcticament a totes les ciutats hi havia banys públics a preus moderats. A París n'hi havia 26 a la fi dels segle xiii. A les ciutats de Tortosa i Lleida, en poder de musulmans, hi havia banys públics. També n'hi havia a Perpinyà, Girona i Barcelona. A la ciutat comtal els banys Vells (1142) i els banys Nous (1162).

#### Aspectes religiosos
Des del punt de vista cristià, el baptisme (sovint per immersió) era un bany ritual que rentava els pecats comesos anteriorment. Molts aspectes de la religió cristiana estaven relacionants amb l'ús metafòric del verb rentar: rentar els pecats. Pel que fa als banys higiènics, l'Església hi estava a favor; només estava en contra de la nuesa i de la possible promiscuïtat en els banys públics. Les religions jueva i musulmana eren partidàries de les ablucions rituals i dels banys de neteja corporal.

#### Documents sobre els banys cristians
- 195 dC. Tertul·lià, en la seva obra Apologeticus, informava dels seus costums pel que fa als banys.[22][23][24]
- 200 dC. Climent d'Alexandria.[25][26]
- 600 dC. El papa Gregori el Gran no aprovava banyar-se en diumenge.[27] En una de les històries que escrigué, parlava d'un capellà que anava a banyar-se a les termes de Civitaveccia, considerant el fet com un costum habitual.[28]
- 800. Segons Einhard a Carlemany li agradaven els banys termals. Era un bon nedador i hi anava sovint.[29]

| «                             | ... Delectabatur etiam vaporibus aquarum naturaliter calentium, frequenti natatu corpus exercens, cuius adeo peritus fuit, ut nullus ei iuste valeat anteferri... | » |
| — Einhard. VITA KAROLI MAGNI. | |   |

- Segle X? En l'obra Secreta secretorum (el Llibre dels secrets) hi ha un capítol destinat als banys. Una transcripció lliure de la versió catalana (Libre del saviesa) és la següent:

| «                      | VII capítol. Dels banys. Lo bany és una de les maravelles d'aquest món, car és edificat segons los quatres temps de l'any; car lo bany fred és comparat a l'hivern, lo tebi a la primavera, lo calt a l'estiu, lo sec a la tardor. De gran saviesa és fer quatre estatges en lo bany. Així que lo primer sia fred, lo segon tebi, lo terç sec e lo quart calt. E quan algú voldrà entrar en lo bany deu un poc estar en lo primer estatge un poc e aprés entrar en lo segon e estar un altre poc, aprés entrar en lo terç e estar un altre poc, e aprés entrar al quart. E aquesta ordre deu tenir a l'eixir que ha tenguda a l'entrar, per ço que no es mudi de sobte de fred a calor, ni de fredor a calor. E sia edificat lo bany en lloc ventós i hagi fornal gran i aigua dolça. E quan l'hom és banyat deu-se suaument eixugar amb un drap de lli una volta i amb un altre (drap) net i eixut una altra volta, e amb un altre altra volta. E aprés vesteixi’s ses vestidures netes e belles. I quan ho hagi fet begui xarop rosat… | » |
| — Secret dels secrets. | |   |

- 1165. Benjamí de Tudela va visitar el banys de Pozzuoli.

| «                      | ... Hay allí baños de aguas termales que surgen de dentro de la tierra, y están a orilla del mar; hay como unos veinte baños, y cualquier persona aquejada de alguna enfermedad, va y se sumerge,saliendo curada y reconfortada. Todos los enfermos de Lombardía van allí durante la temporada estival... | » |
| — Benjamí de Tudela. . | |   |

- 1197. Petrus Ebulensis (Pere d'Éboli) escrigué un poema didàctic sobre els banys de Pozzuoli: De balneis puteolanus.[31]

#### Banys públics
Simplificant molt, és possible afirmar l'existència, en època medieval, de banys públics seguint una tradició ininterrompuda des de la dominació romana. Les invasions musulmanes del sud d'Europa modificaren molt poc la xarxa de banys prèviament existent. Això no vol dir que no hi va haver reparacions, modificacions o noves construccions de banys. Ni que els nous banys islàmics no tinguessin diferències sobre els antics banys romans. A Europa central, sense invasions islàmiques, el banys públics foren reconstruïts i adaptats.
Els banys públics eren un fenomen urbà. N'hi havia, gairebé, a totes les ciutats importants i en molts centres de pelegrinatge. La seva propietat i explotació podien ser municipals, d'alguna alta autoritat, d'una persona particular o d'una societat.
Molts calls disposaven de banys exclusius. El mateix passava amb alguns alfòndecs.
Una descripció genèrica és impossible. Cada bany presentava característiques pròpies. Alguns trets generals són els següents.
- Arquitectura. Un bany públic implica un edifici o un conjunt d'edificis.
  - Alguns documents medievals indiquen una distribució en tres cambres: d'aigua freda, d'aigua calenta i estuba o bany de vapor. Els banys de vapor no eren universals, però sí relativament freqüents.
- Sistema de banys. Hi havia una (o diverses) banyera gran de fusta usada de forma comunitària. Tapant la banyera hi havia una mena de tenda o papalló que mantenia la calor i limitava els corrents d'aire. En molts casos hi havia aigua calenta, escalfada amb llenya i servida amb galledes.[35][36]
  - Els usuaris es banyaven despullats i, en els primers temps, sense separació de sexes. Aquest aspecte fou molt controvertit i, finalment, provocà la desaparició dels banys públics cap a final del segle xvi. En èpoques intermèdies hi hagué separació de sexes (en banys separats o en horaris separats).
  - Hi acostumava a haver personal auxiliar que podia ajudar en la neteja (fregar l'esquena, portar tovalloles, ajudar a entrar i sortir de la banyera...).

#### Banys públics en poblacions petites
- 1273. En una estada a Alzira, el rei Jaume I va concedir l'explotació d'uns banys públics a Murvedre a Jucef Abinxaprut: “... cum caldaria et aliis apparamentis ipsorum balneorum...”[37]

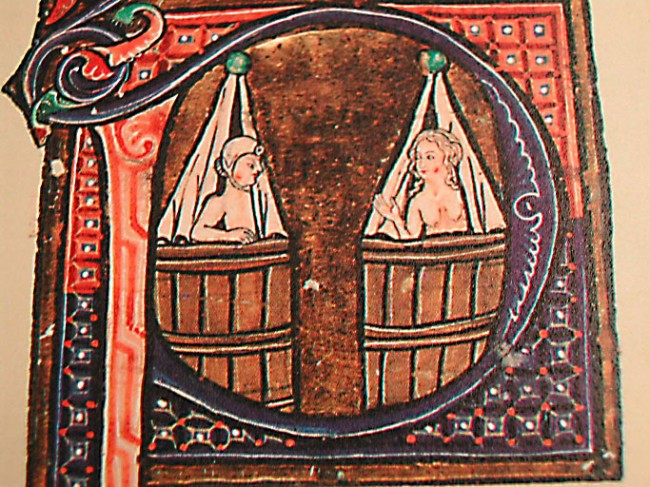
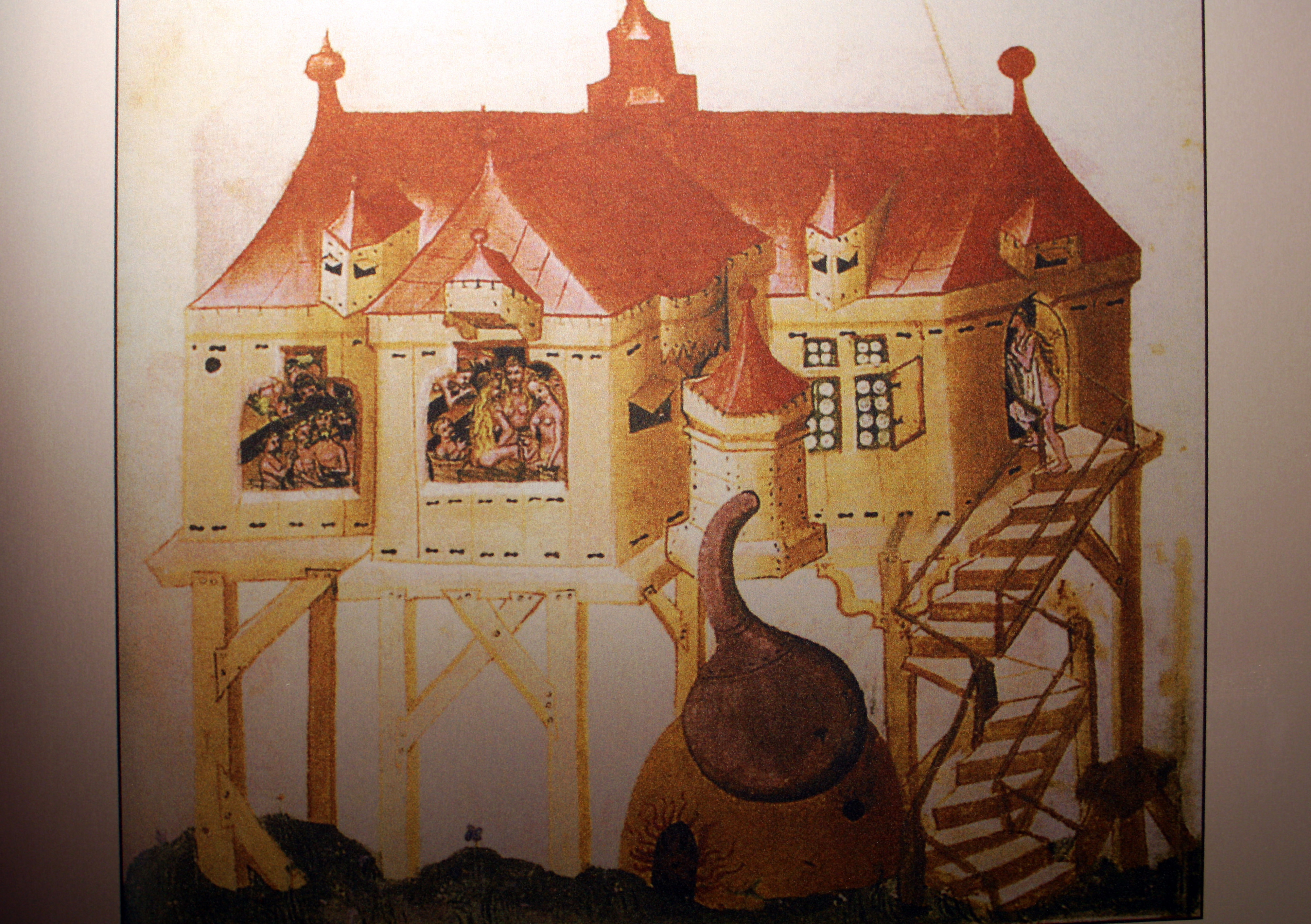
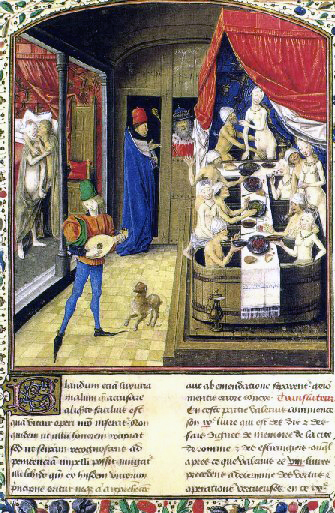
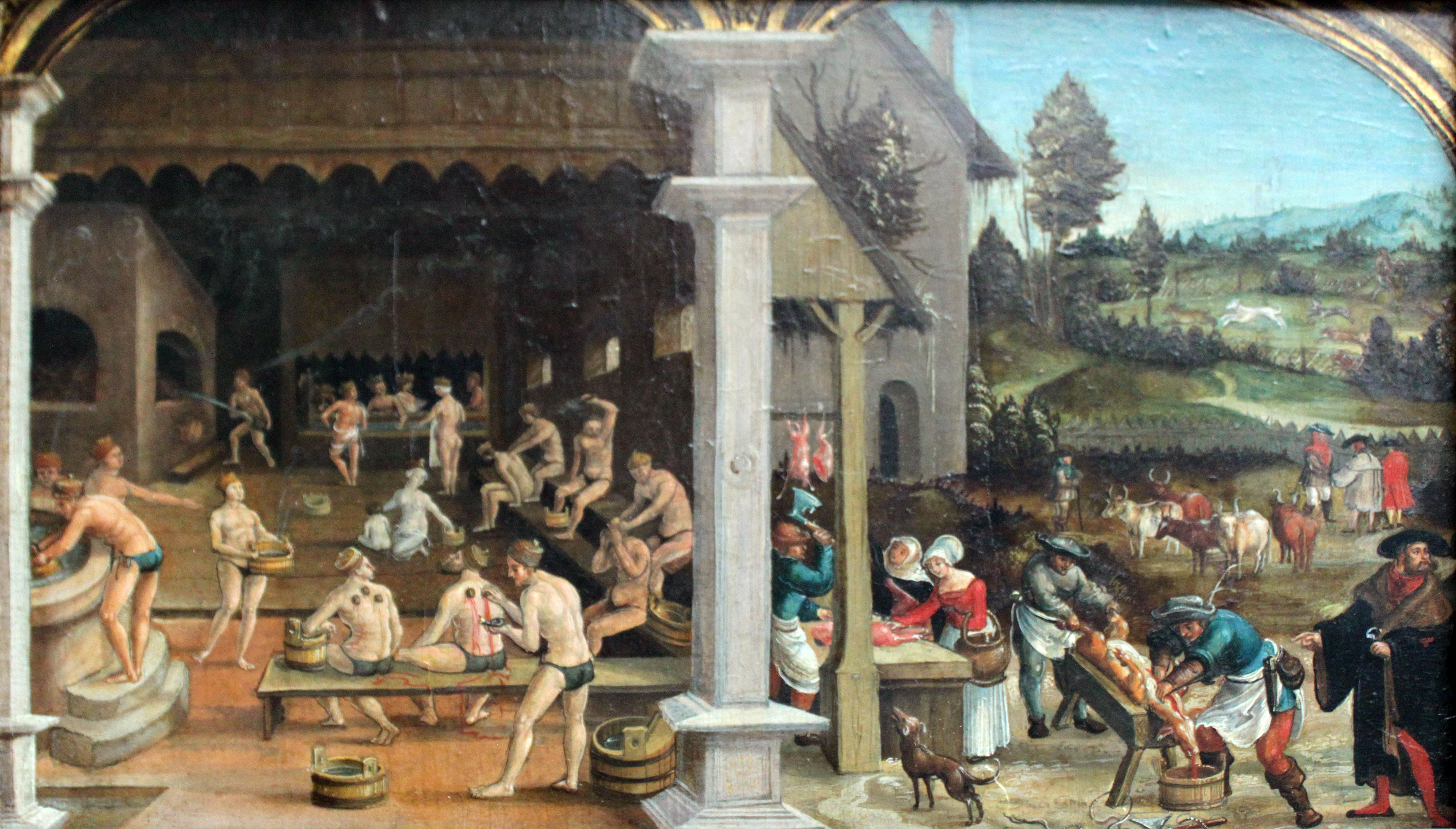

#### ElsBanys Nous de Barcelona

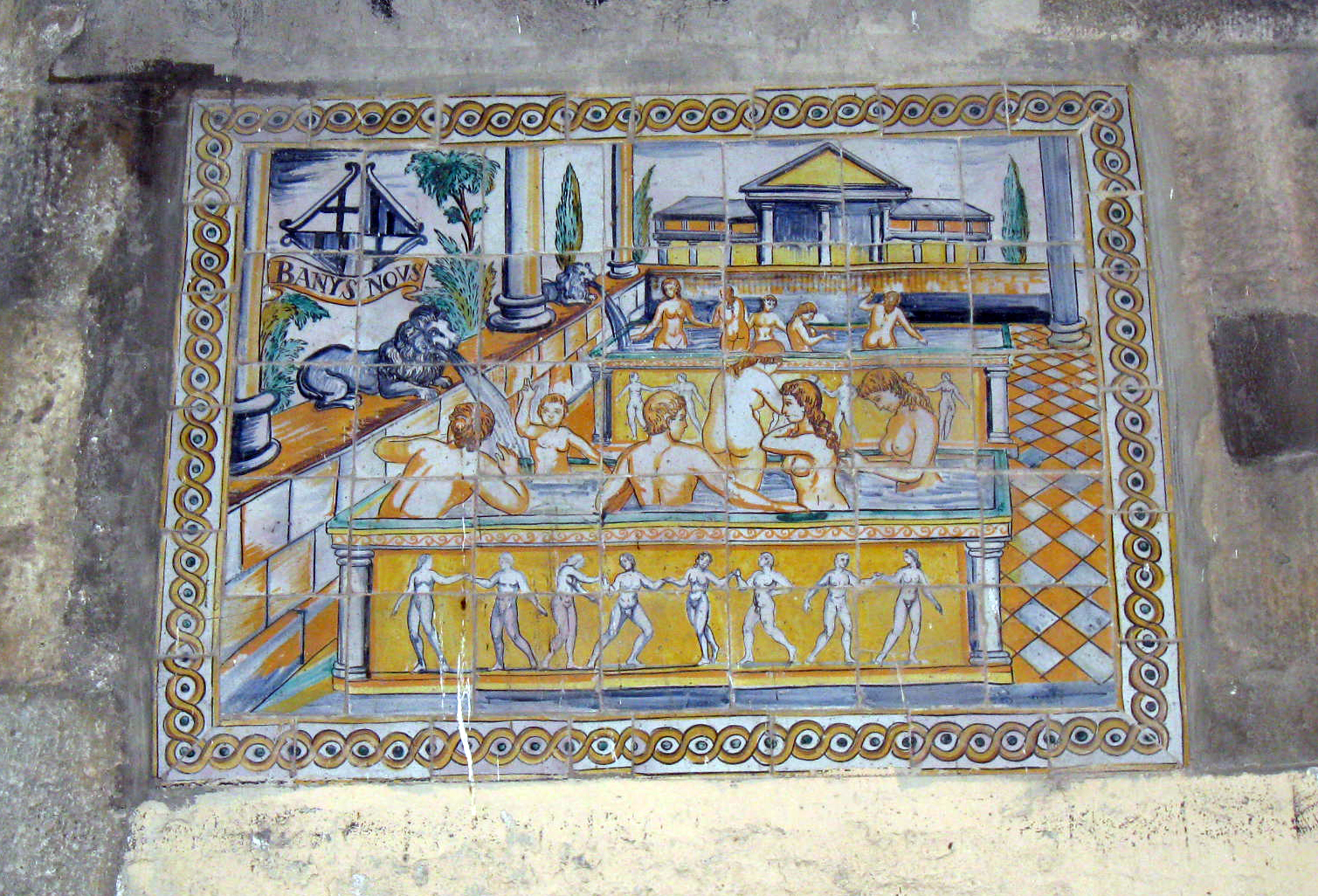
Placa indicadora al carrer dels Banys Nous (Barcelona).

Els establiments de banys públics medievals presenten particularitats diverses, en funció de l`època concreta i de la ubicació geogràfica. El cas dels Banys Nous de Barcelona permet recordar alguns detalls concrets.
- 1169. Ramón Berenguer atorgà llicència per construir uns banys al seu alfaquí jueu Abraham Bonastruc. La propietat, les despeses d'explotació i els beneficis anirien a càrrec del rei (2/3) i d'Abraham (1/3).[38]
  - L'edifici es va bastir en el que havia estat un hort ric en aigua. Aigua que es pouava amb una sínia. Hort i edifici suposaven una inversió important. Cal suposar que només unes instal·lacions molt freqüentades podrien donar beneficis.
- 1199. Pere el Catòlic feu donació a Guillem Durfort dels dos terços dels Banys Nous que posseïa. Com que Guillem havia comprat anteriorment l'altre terç de la propietat, va passar a ser l'únic propietari.[39]
- 1199-1262. Durant aquest període foren propietat de la família Durfort.
- 1262. Foren comprats per 300 sous per Pere Burgès.
- 1429-30. Propietat de Joan Junyent, mercader de Barcelona.

#### Declivi i desaparició dels banys públics a Europa
Des de final del segle xvi fins al segle xviii els banys públics pràcticament deixaren d'existir. Si més no, com a pràctica habitual de molts sectors socials. Només es mantingueren els balnearis més importants.

## Història moderna

### Recuperació dels banys
A final del segle xvii alguns metges estudiaren i divulgaren els beneficis dels banys i el seu ús amb finalitats terapèutiques. El principi que defensaven era prou clar: els banys adequadament practicats milloraven la salud.

#### Tractats publicats
- 1697. John Floyer . An Enquiry into the right Use and Abuses of the hot, cold and temperate Baths in England .
- The ancient psychrolousia revived, or an Essay to prove cold bathing both safe and useful (London, 1702; several editions 8vo; abridged, Manchester, 1844, 12mo) See online version below.
  - John Floyer & Edward Baynard. Psychrolousia. Or, the History of Cold Bathing: Both Ancient and Modern. In Two Parts. The First, written by Sir John Floyer, of Litchfield. The Second, treating the genuine life of Hot and Cold Baths..(exceedingly long subtitles) By Dr. Edward Baynard..  Londres: William Innys. Fourth Edition, with Appendix, 1715 [Consulta: 22 octubre 2009]. Full text a Internet Archive (archive.org)
- 1703. Bernardino Ramazzini i Luca Antonio Porzio. De morbis artificum diatriba.[40]
- 1708. Thomas Guidott. An Apology for the Bath.[41]
- 1822. Philibert Patissier. Traité des maladies des artisans...d'après Ramazzini.[42]

#### Banys públics "moderns"
D'acord amb el canvi de mentalitat de la societat, en algunes ciutats s'oferiren serveis de banys.
- 1765. Paris. Banys públics al riu Sena sobre dues gavarres.[43][44]
- 1827. Taüll-Vall de Boí. Poblet de 90 habitants amb banys d'aigua freda i calenta.[45]
- 1829. Liverpool. Primer bany públic modern a Europa.
- 1830. Banys a Birmingham
- 1842. Primera casa de banys amb aigua tèbia, a Liverpool.[46]
- 1845. Barcelona. Primers banys "russos" de vapor.[47]
- 1854. Barcelona.[48]

### Des de la Segona guerra mundial fins a l'actualitat
La proliferació dels banys privats, amb cambres de bany en totes les cases i, generalment, equipades amb aigua corrent freda i calenta, ha convertit en innecessaris els banys públics de lloguer. Els nombrosos establiment que encara funcionen estan orientats a serveis de luxe i tractaments estètics o medicinals.
Les instal·lacions compartides són freqüents en fàbriques de tota mena. En el cas de clubs esportius, han esdevingut imprescindibles i obligatòries.

## Balnearis
A diferència dels banys públics destinats a la higiene del cos, els banys medicinals han estat en funcionament de manera més o menys contínua des de l'època romana fins als dies actuals.
El tractament preventiu i la cura de malalties mitjançant les aigües (Hidroteràpia) es practicava i es practica en els balnearis.

### Història dels balnearis
Resumir una història de més de dos mil anys és molt difícil. Sí que és possible oferir alguns detalls puntuals, en ordre cronològic, i algunes mostres documentals. (Atenció: els anys que acompanyen la cronologia següent són, en alguns casos, aproximats).
- 420 aC. Hipòcrates, anomenat el pare de la medicina, fou un defensor dels banys medicinals.[50]
- 70 dC. Construcció dels banys romans de Bath.[51]
- 75 dC. Baden-Baden, Aquae Aureliae.[52]
- 200. Galè escrigué les seves opinions sobre els banys curatius.[53]
- 1580-81. Michel de Montaigne  va visitar alguns balnearis a Itàlia i escrigué sobre les seves experiències. També es va banyar i prengué les aigües de Baden-Baden. Cal recordar que patia de pedres al ronyó.[54][55][56]

## Natació

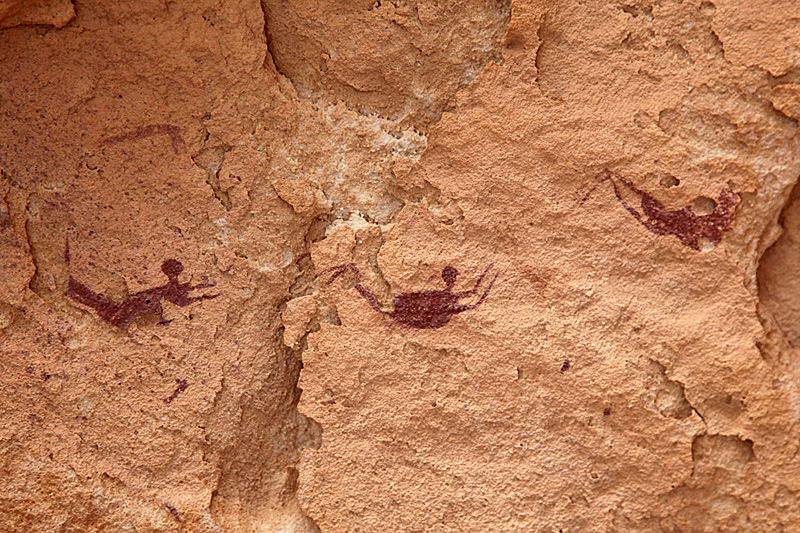
Cova dels nedadors. Uadi Sura (Wadi Sura) Egipte.

La natació, entre els humans, es basa en el desplaçament autopropulsat d'una persona en un medi aquàtic per plaer, necessitat, esport, exercici o supervivència. En superfície pot ser practicada durant períodes molt llargs, amb entrenament adequat. En immersió i apnea els temps són molt més curts. La pràctica de la natació exigeix mullar-se. Dit d'una altra manera: la natació és una modalitat de bany.

### Història de la natació
- La referència més antiga sobre la natació data de l'època prehistòrica. Hi ha unes pintures a l'actual Egipte en la que s'anomena la Cova dels nedadors.[57]
- L'Epopeia de Guilgameix, de fa uns 4.700 anys, parla de la natació.
- A l'Odissea, Ulisses és descrit nedant.[58]
- Ezequiel 47:5.

| «                | Després en va amidar mil més: era un riu que no vaig poder passar, perquè les aigües havien crescut. Era un corrent d'aigua per a passar-hi nedant, un riu que no es podia travessar a peu. | » |
| — Ezequiel 47:5. | |   |

- 400 aC. Plató, en la seva obra les Lleis (llibre 3, 689) esmenta els ignorants recordant una dita dels atenencs: els ignorants són “els que no saben nedar ni llegir”.
- 54 aC. Els bataus (en llatí, batavi) foren un poble germànic que vivia al que ara són els Països Baixos, esmentat per primer cop per Juli Cèsar. Participaren en la Conquesta romana de Britànnia. Eren nedadors excel·lents.
- 388. Vegeci, en l'obra De re militari indica que els soldats han de saber nedar.[59]
- Beowulf.[60]
- 1300.Francesc Eiximenis en el Dotzè del Crestià parlava de la guerra naval i de la disciplina i ordre que cal observar en els vaixells. Aconsellava l'atac als vaixells enemics amb capbussadors experts que foradessin l'obra viva del buc enemic.

| «                                  | (En una galera)...deu hom haver homens qui sapien retenir l'alende (alé, respiració) desus l'aigua una bona estona; e detràs lo vaixell salten en la mar ab una bona barrina e faça hi molts forats desus en lo freu qui és entre la proa i la sentina, car aquí es pot menys conèixer lo forat com totstemps aquest freu sia ple de roba ... | » |
| — Francesc Eiximenis. , Lo Crestià | |   |

- Al Tirant lo Blanc hi ha una descripció realista i detallada d'una operació militar consistent en la destrucció d'una nau enemiga mitjançant una corda prima, una corda gruixuda ("gúmena"), un nedador expert i agosarat, un  argue i altres. El relat indica de forma clara que una corda té dos caps.[61]
- 1810. Lord Byron va travessar els Dardanels nedant.[62][63][64]
- 1844. Primer esment del crol, exhibit per dos nadius americans de la tribu Anishinaabe: Flying Gull i Tobacco.[65]
- 1871. Natació en públic a Barcelona.[66]
- 1907. Fundació del Club Natació Barcelona.

#### Vestits de competició
Els vestits usats en competicions de natació han evolucionat al llarg del temps. Un canvi important fou l'ús de fibres tèxtils sintètiques. Un canvi radical, relativament recent, fou l'adopció de vestits de banys amb més superfície, més flotabilitat i més rugosos (imitant la pell de tauró). Les normes actuals limiten les dimensions i la flotabilitat dels vestits de bany. Un cert grau de rugositat, estudiada específicament, millora les prestacions dels vestits de bany autoritzats.

## Banys de mar
Banyar-se i nedar al mar són activitats molt antigues, practicades per molts pobles costaners. Els banys de mar terapèutics foren recuperats cap a final del segle xvi i, de forma important a Europa, en tot el segle xix.

### Vestits de bany
Els primers vestits de bany tapaven el cos gairebé del tot. La cursa per a la reducció de la superfície de tela fou lenta, fins a arribar als resultats actuals.

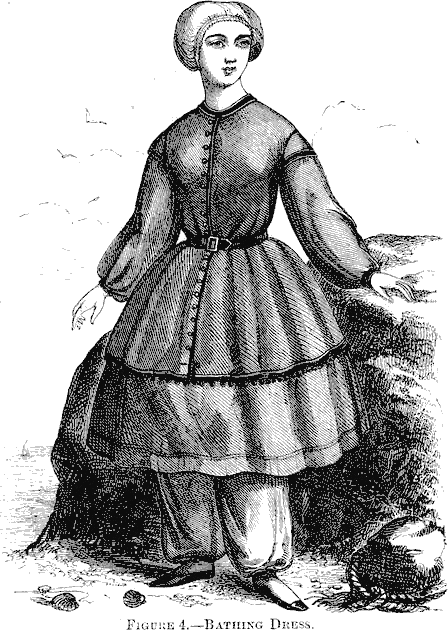
1858
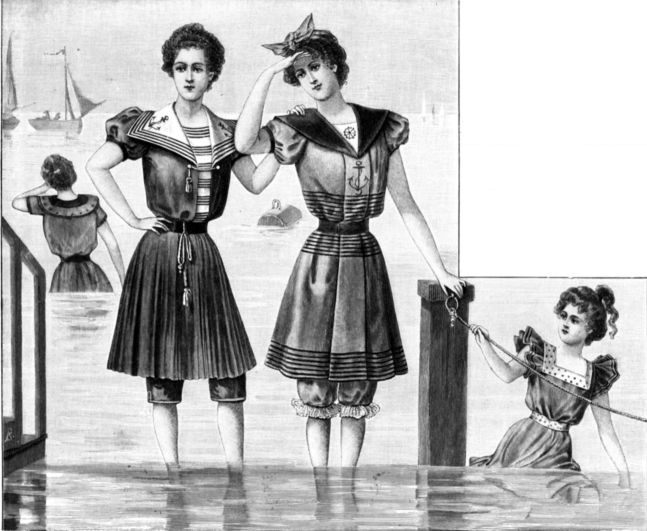
1898
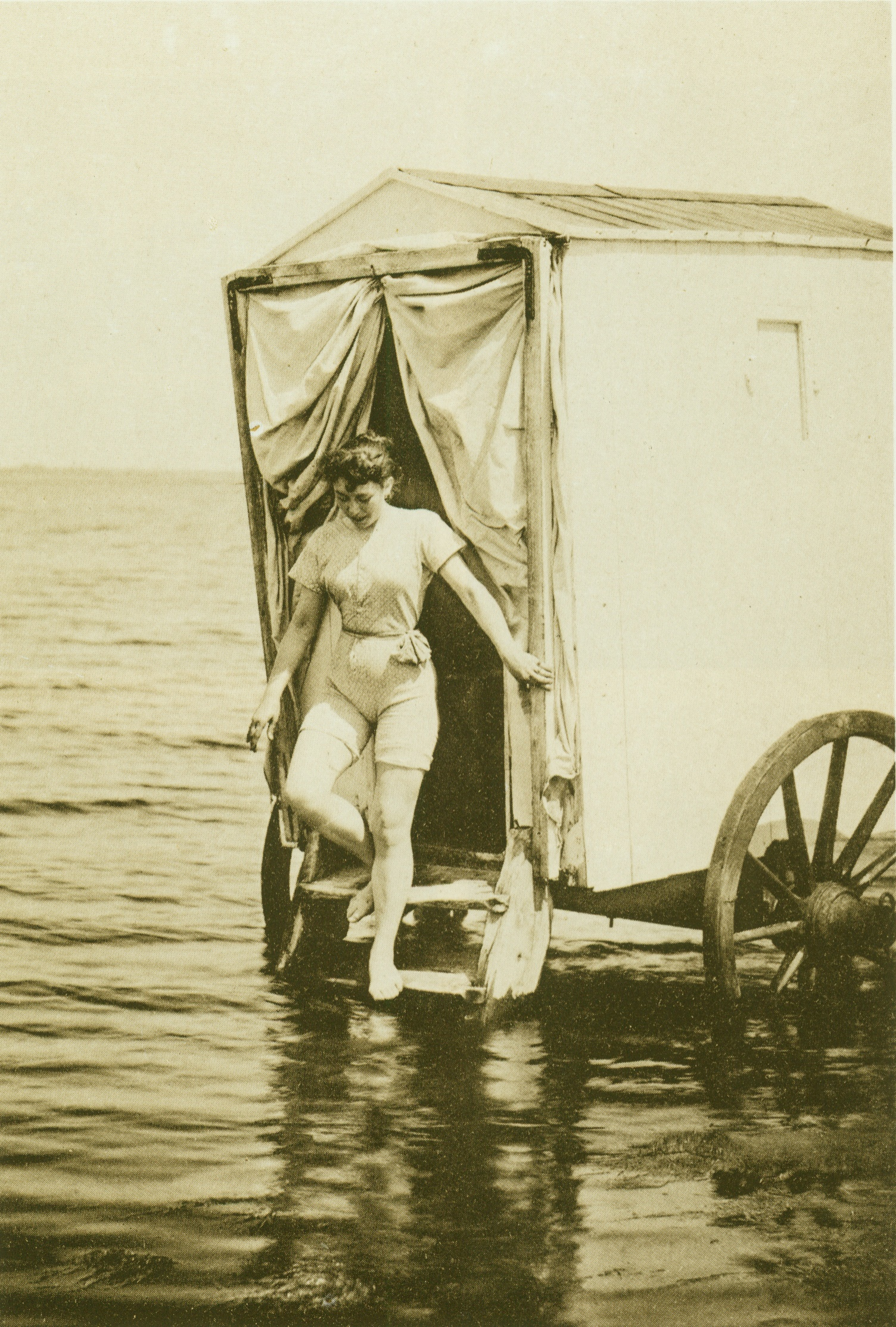
1893
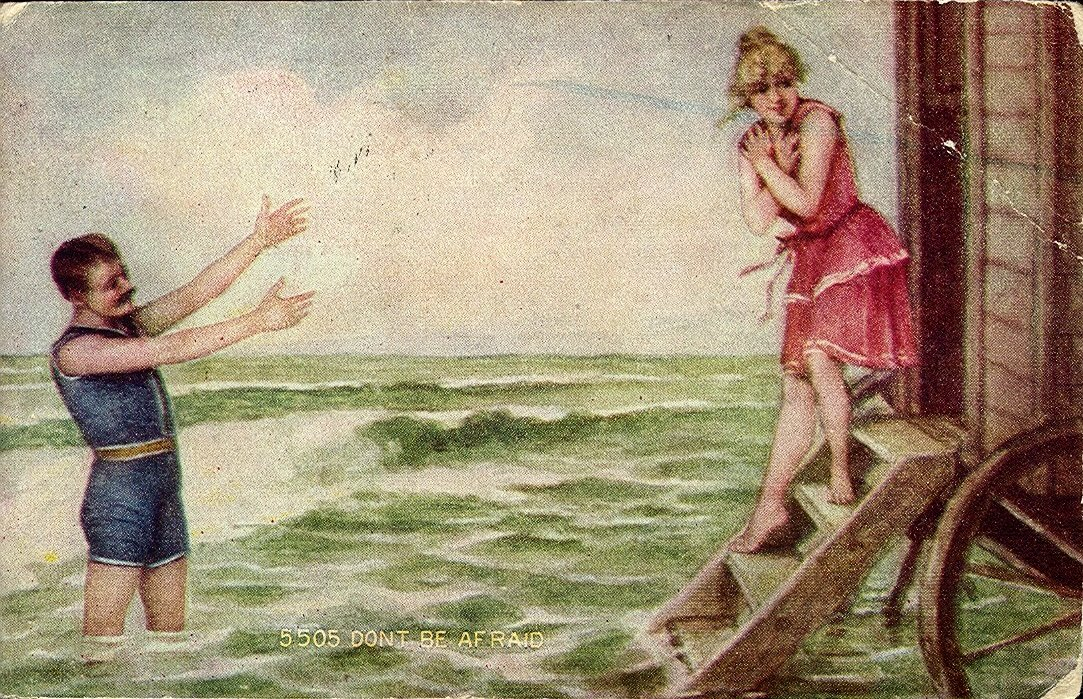
1910

### Banys a laMar Morta

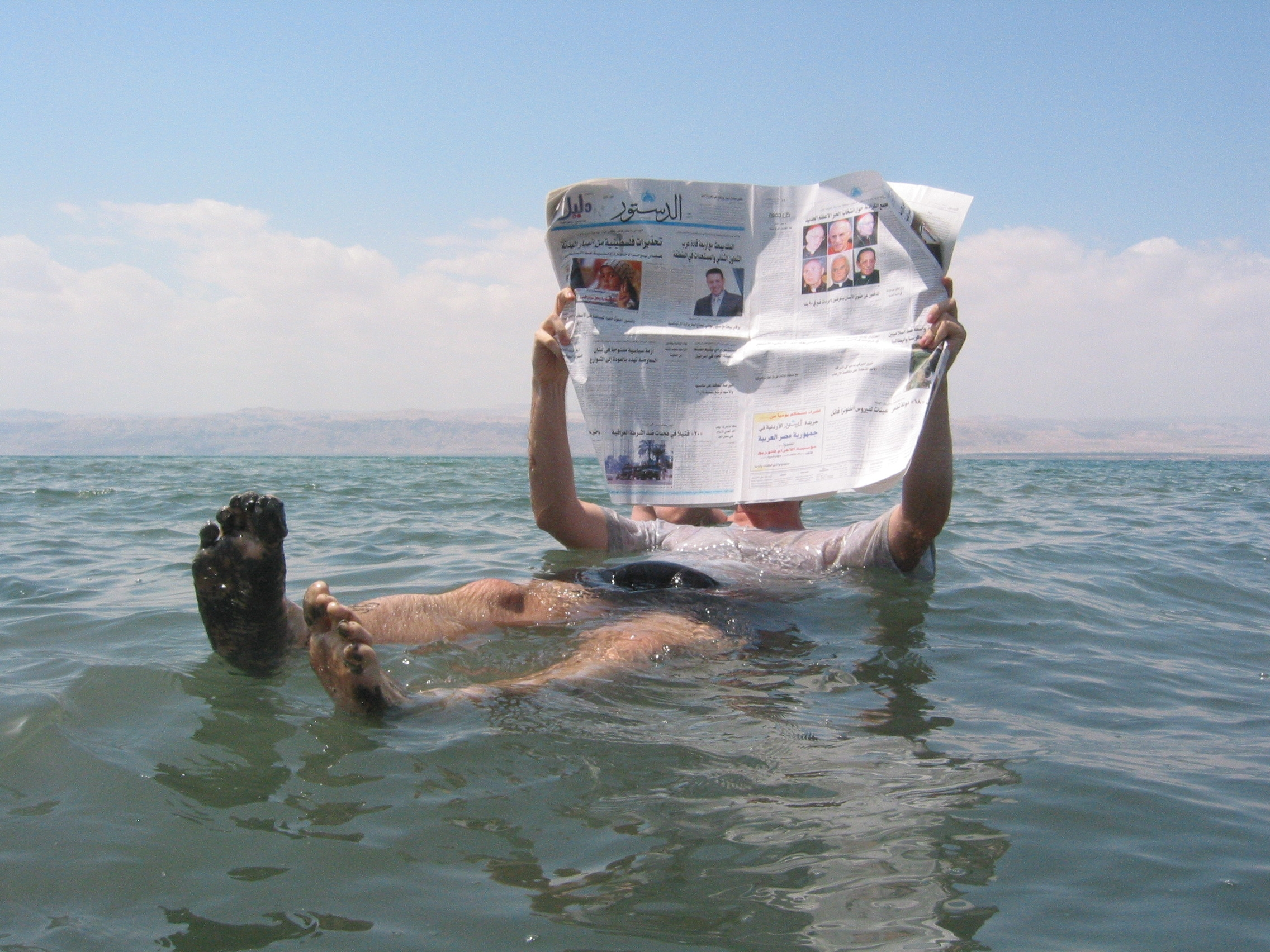
L'elevada salinitat de l'aigua augmenta la flotabilitat dels banyistes

La salinitat de les aigües de la Mar Morta fa que la seva densitat sigui sensiblement més alta que la de l'aigua dolça. El bañista experimenta una flotabilitat molt gran i una sensació peculiar. La mateixa acció irritant de la sal sobre els ulls i la possibilitat d'empassar-se algun glop, impedeixin la pràctica dels banys convencionals.

#### Aigua "flotant"
Hi ha una aigua artificial, patentada, de gran densitat i no salada. El seu ús ha estat promocionat per a piscines infantils. L'objectiu principal és el d'impedir ofegaments o, si més no, dificultar-los molt.

## Banys de fang
Els banys de fang, parcials o per tota la superfície del cos, estan documentats en alguns balnearis des d'èpoques molt antigues.

### Banys amb altres matèries
Probablement inspirats en els tradicionals banys de fang, hi ha tractaments semblants que utilitzen altres matèries. Un exemple típic són els banys de xocolata. A efectes pràctics les cataplasmes i les màscares facials amb matèries més o menys exòtiques, són molt més populars que els banys totals.

#### Banys i líquids exòtics

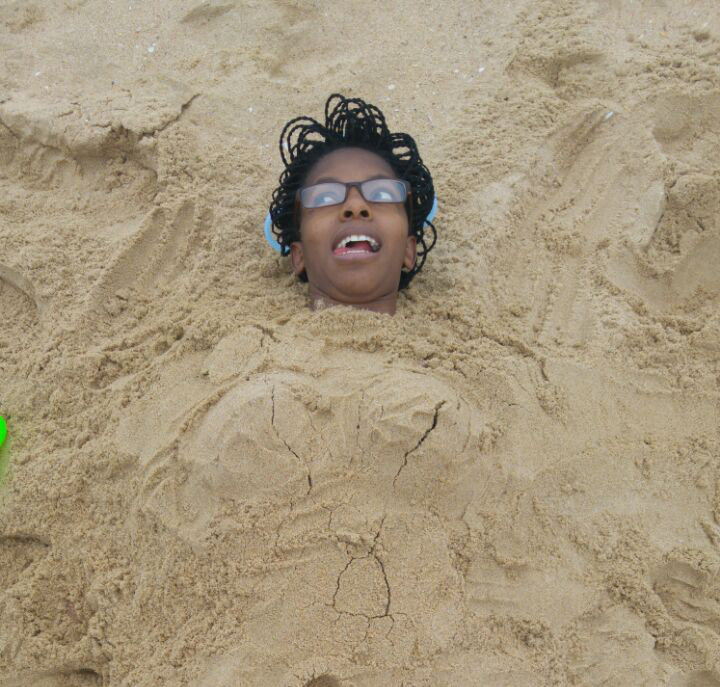
Jove voluntàriament enterrat a la sorra.

Tot i que el fang i les matèries del present apartat són pastes o similars, cal recordar que l'exotisme pot atribuir-se a alguns líquids.
- Banyar-se amb llet de burres era practicat per algunes dames famoses: Cleòpatra, Agripina, Popea,...[76]
- Hi ha llegendes urbanes que parlen de banyar-se en xampany (o cava) o, fins i tot, en colònia o perfum.[77][78]

## Banys de sorra
Una imatge relativament freqüent a les platges és la d'un infant o una persona adulta enterrada fins al coll per diversió. El cert és que aquesta pràctica de ser parcialment enterrat en sorra és un tractament terapèutic molt antic que s'ofereix en alguns balnearis. La temperatura de la sorra pot ser beneficiosa, alleujant el dolor o accelerant la curació d'algunes lesions o malalties: reumatisme, ...

## Apèndix 1:Termes romanes

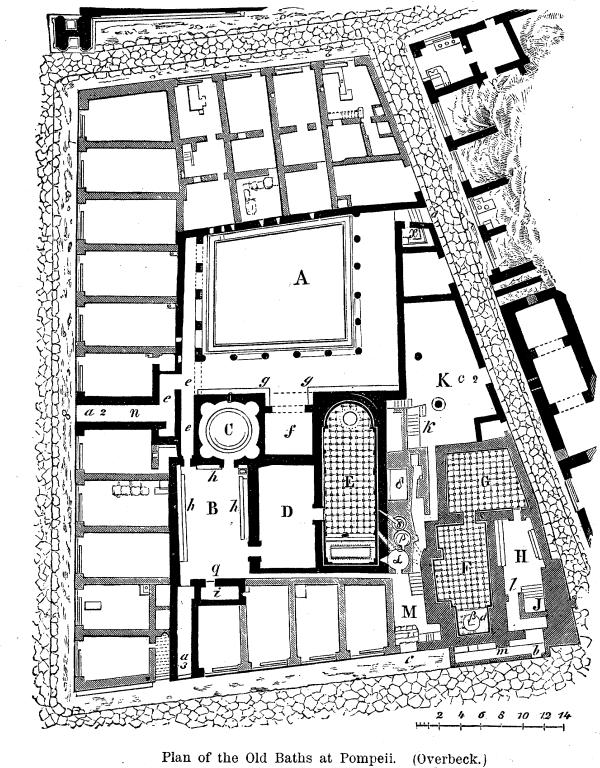
Planta de les termes de Pompeia.

Dins de les termes romanes hi havia l'edifici específicament destinat als banys. Es dividia en sis estances típiques:
- spoliatorium
- frigidarium
- tepidarium
- sudatio, laconicum[81]
- balneum
- onctuarium[82]

Al voltant d'aquests espais principals n'hi havia altres d'accessoris:
- L'apodyterium o apodyterion, el vestidor, on hom podia guardar les seves pertinences en una espècie de "guixetes" anomenades stabilitores.
- La palestra o gimnàs per a l'exericici físic. Aquest, a diferència del grec, es duia a terme seguint el model de la preparació física militar. Els principals exercicis que es realitzaven eren els següents: cursus (cursa), hasta (llançament de javelina), lucta (lluita, l'actualment anomenada lluita grecoromana), discus (llançament de disc), pila (exercicis amb bosses plenes de pedra a la manera de "pilotes") i saltus (salt d'alçada o de llargària), entre d'altres.
- La natatio (piscina a l'aire lliure per practicar la natació).

Algunes de les termes de Roma eren monumentals: Termes d'Agripa, Termes de Caracal·la, Termes de Dioclecià, Termes de Neró, Termes de Titus, Termes de Trajà.

## Apèndix 2:Banys turcs
Els anomenats banys turcs poden ser de dimensions variables (des de molt petites fins a molt grans) i amb estances distribuïdes de forma diferent. En general consten d'un vestidor, d'una sala tébia, una sala calenta, una piscina i una sala de refredament. L'usuari entra vestit i es despulla al vestidor. Amb una tovallola passa a la sala tèbia i roman allí uns minuts. Un cop ambientat, passa a la sala calenta, on es posa a suar profusament. Al cap d'un temps passa a summergir-se en la piscina d'aigua freda. El tractament finalitza amb un rentat i un massatge. I un període de repòs en una sala de refredament.

## Apèndix 3: Banys russos
Els banys russos tradicionals es descrivien com banys de vapor a alta temperatura. Els usuaris, després d'una estança perllongada i d'una sudoració abundant, es banyaven en aigua freda.

## Apèndix 4: Complements de bany
A més de l'aigua i el vapor d'aigua (i, en casos molt especials, d'alguns líquids particulars), les diferents variants de bany han estat acompanyades al llarg del temps de diversos complements.

### Sabons
El sabó fou esmentat per Plini el Vell i Galè. Plini atribuïa els seu descobriment als gals que l'usaven per a rentar-se els cabells.
Al llarg del temps diferents sabons han estat utilitzats per rentar-se: durs, molls, perfumats,... Des de la Segona Guerra Mundial hi ha hagut un increment notable en els sabons líquids o gels de bany.

#### Documents sobre el sabó
- 1250. Infantesa de Pere el Gran.[87]
- 1385. Alguns dels sabons coneguts a Catalunya.[88]
- 1399. Sabó de llosa (sabor dur, en pastilla).[89]
- 1548. Exportació de sabons catalans.[90]
- 1622. Llibre que parla de les farines de faves i llobins com a detergents antics per a rentar-se.[91]

### Substàncies aromàtiques
Afegides a l'aigua del bany o (indirectament) al vapor d'aigua dels banys, les herbes aromàtiques o medicinals han estan profusament emprades al llarg del temps. Hi ha molta documentació específica sobre el tema. El mateix pot afirmar-se d'altres substàncies aromàtiques com el mesc. l'ambre,...

### Tovalloles
A més d'altres usos relacionats amb els banys, les tovalloles permeten eixugar les parts del cos mullades per l'aigua. Un benefici addicional és la fricció moderada que exerceix la seva aplicació sobre la pell, en l'acció d'eixugar-se.
- Les tovalloles antigues eren sovint de lli.[94] Les tovalloles modernes normals són de teixit de ris (teixit de tovallola).[95] Les tovalloles esportives, encara més modernes, es basen en una mena de camussa artificial.[96]

### Sabatilles de bany

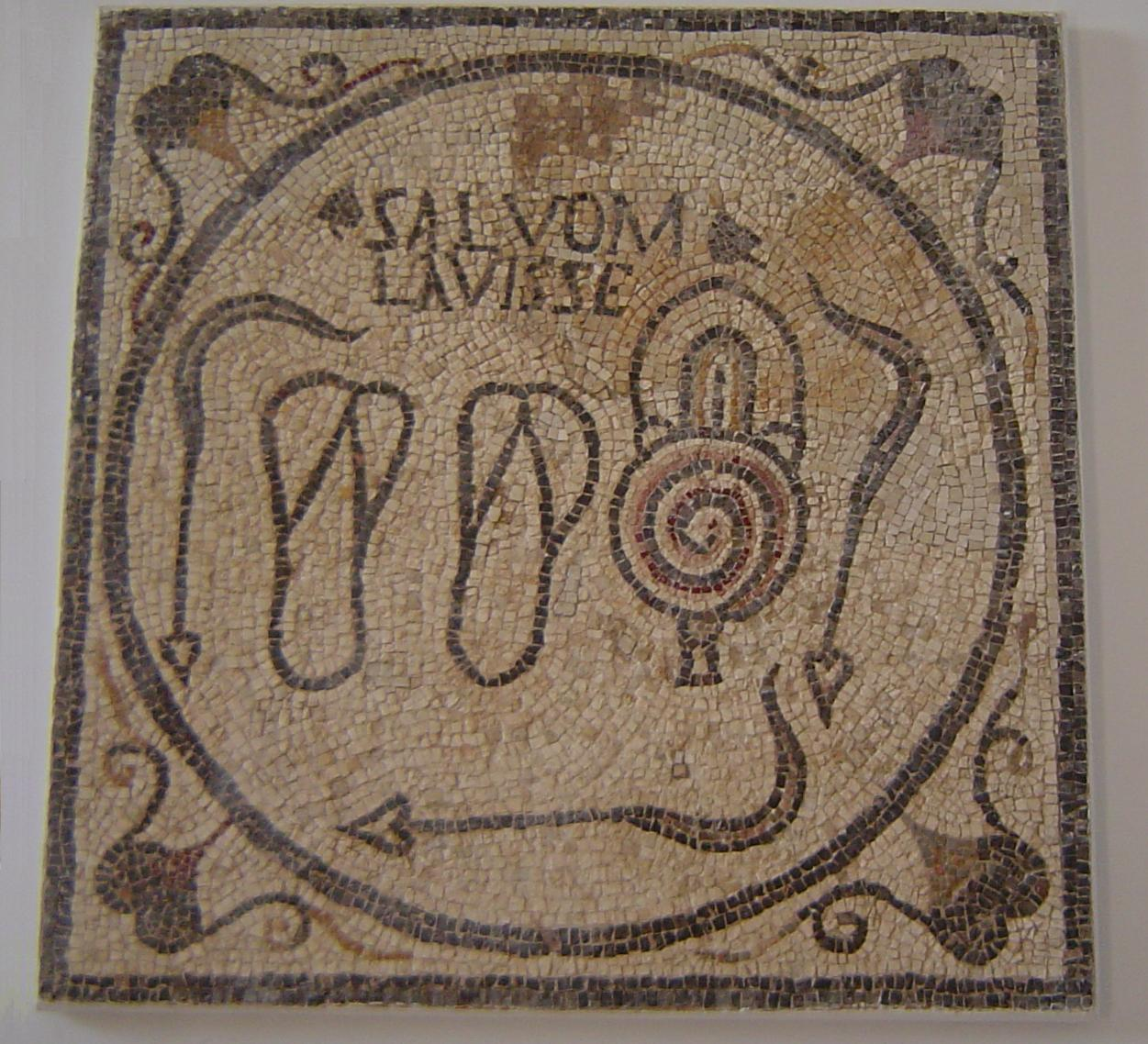
Sandàlies de bany en un mosaic.

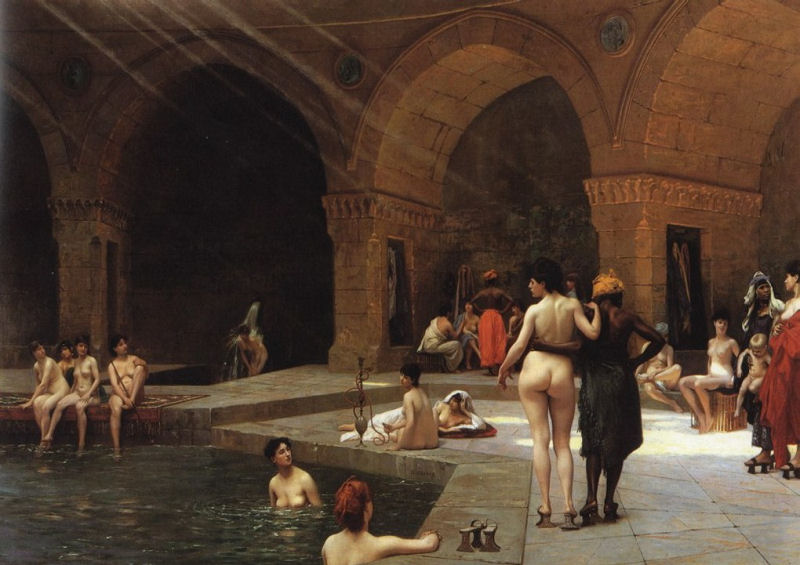
La gran piscina de Bursa. Oli de Jean-Léon Gérôme. Vegeu les sandàlies-plataforma.

Les sandàlies de bany són conegudes des de temps remots. En alguns banys de la Roma clàssica s'usaven com a indicador d'aquesta mena d'establiments. Hi ha sandàlies amb una sola especialment gruixuda que allunyen el peu del terra moll o entollat. Alguns dibuixos de banys antics mostren els banyistes amb una mena de sandàlies amb suports molt elevats, probablement pel mateix motiu que el del cas anterior.

### Esponges,pedra tosca
Les esponges naturals i artificials són complements de bany ben coneguts. Una funció semblant fan els guants o les manyoples de crin.
La pumicita o pedra tosca s'ha usat des de temps antics per a fregar i eliminar les durícies de la pell. Especialment als peus i als colzes.

### Pintes, raspalls
Les pintes permeten pentinar els cabells, habitualment desordenats i molls després de banys o dutxes. Els raspalls poden usar-se per a pentinar o per a fregar el cos.

### Casquets de bany
N'hi ha de dues menes: els que serveixen de protecció dels cabells en banys i dutxes i els usats en competicions de natació.

### Aletes de mans i peus, ulleres, contrapesos
Algunes variants de natació poden fer ús dels complements indicats. Les aletes de peus (una per cada peu o una aleta única) són un auxiliar prou conegut. Els guants-aleta de natació són menys freqüents.
Les ulleres protegeixen els ulls i permeten una millor visió sota l'aigua. Els contrapesos són indicats per a la natació sota l'aigua.

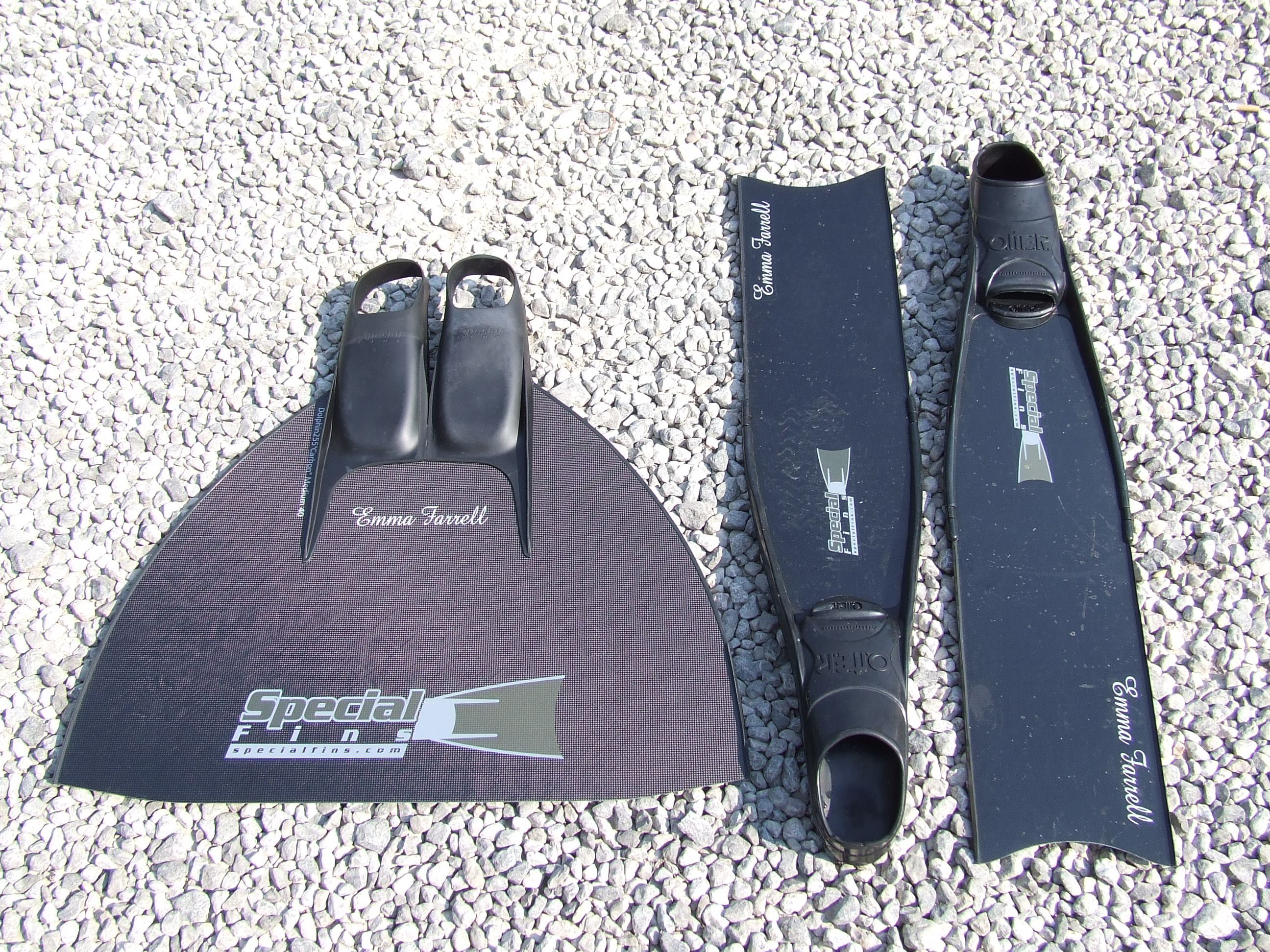
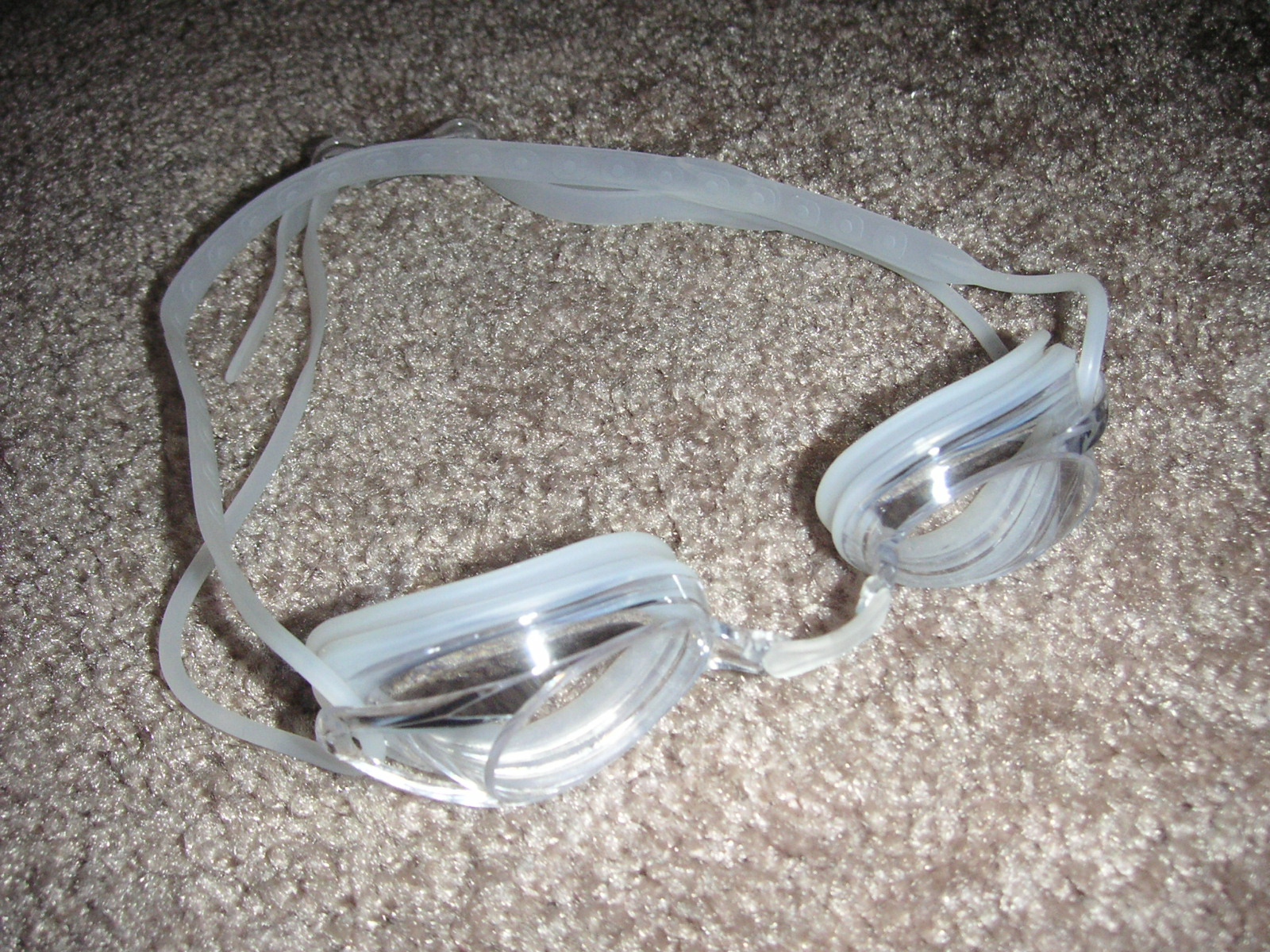
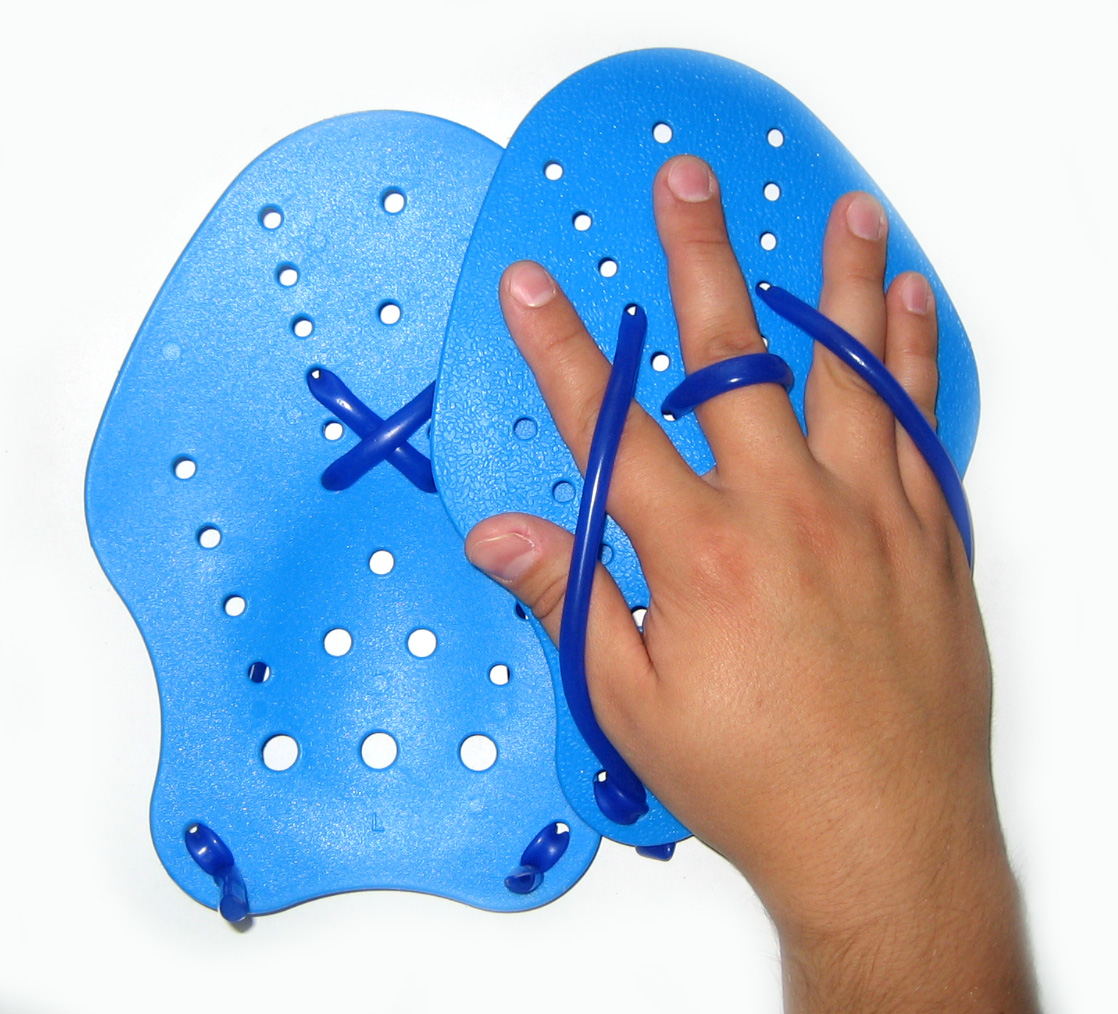
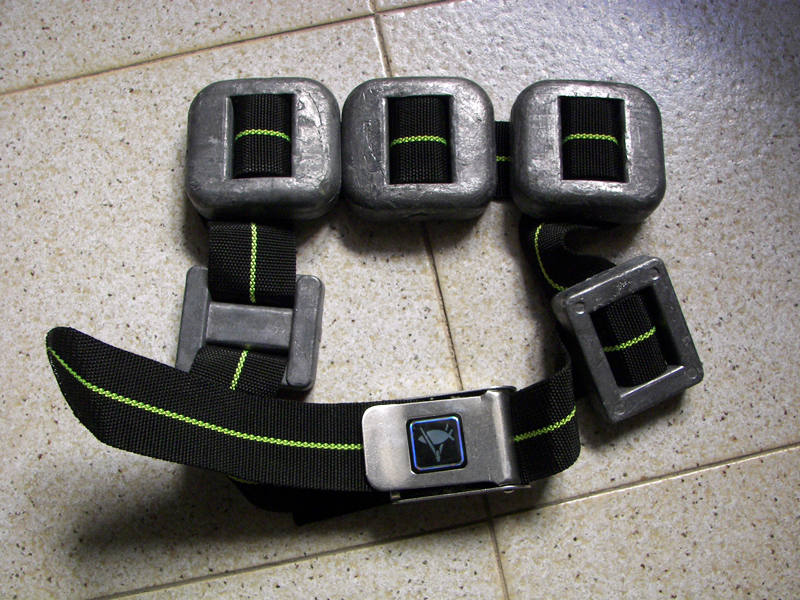

### Instruments de mesura
Termòmetres, GPS's, rellotges indicadors de constants vitals, …